# Jazmine Franks
Pour les articles homonymes, voir Jazmine et Franks.
Jazmine Franks, née le 20 février 1992, est une actrice britannique.

## Biographie
Jazmine Franks est principalement connue pour son rôle de Esther Bloom dans la série télévisée Hollyoaks.

## Filmographie
- 2003 : The Second Coming (mini-série) : Jane Morris (2 épisodes)
- 2006 : Johnny and the Bomb (mini-série) : Kirsty (3 épisodes)
- 2009 : Shameless (série télévisée) : Jacqui
- 2009 : The Street (en) (série télévisée) : Orla Gargan
- 2013 : Hollyoaks Later (série télévisée) : Esther Bloom (5 épisodes)
- 2011-2018 : Hollyoaks (série télévisée) : Esther Bloom (467 épisodes)